# فرد بامفورد
فرد بامفورد (بالإنجليزية: Fred Bamford)‏ هو سياسي أسترالي، ولد في 11 فبراير 1849 في دوبو في أستراليا، وتوفي في 10 سبتمبر 1934 في سيدني في أستراليا. حزبياً، نشط في حزب العمال الأسترالي ( – 30 أكتوبر 1916) وNationalist Party (Australia) ‏ (17 فبراير 1917 – ). وقد انتخب عضو مجلس النواب الأسترالي عن دائرة هربرت ‏ (30 مارس 1901 – 3 أكتوبر 1925).